# Aminu
Aminu (accadi: 𒀀𒈪𒉡, A-mi-nu) va ser el vint-i-sisè rei d'Assíria segons la Llista dels reis d'Assíria. Figura en aquesta llista com l'últim dels "reis dels que es coneixen els pares".
Segurament era un cabdill dels amorrites de la regió. Les Llistes reials el fan fill i successor d'Ila-kabkabu. Encara que alguns historiadors pensen que seria el pare de Sulili (per la identificació d'un ancestre de nom Enlil-Kapkapi o Bel-kap-kapu amb Ila-kabkabu, que sembla poc probable), les possibles dates cronològiques ho farien incompatible. Sulili hauria de ser molt anterior.
Aminu seria el germà de Xamxi-Adad I, tot i que aquest parentiu és discutit. Xamxi-Adad I al font de la tribu amorrita o d'una part d'ella, va conquerir Assur i va construir una imperi al nord de Mesopotàmia.